# 베이코 하쿨리넨
베이코 요하네스 하쿨리넨(핀란드어: Veikko Johannes Hakulinen, 1925년 1월 4일 - 2003년 10월 24일)은 핀란드의 크로스컨트리 스키 선수이자 바이애슬론 선수이다.

## 인물 정보
하쿨리넨은 1952년 동계 올림픽때 50km에서 3시간 33분 33초로 우승했다. 핀란드 국가 대표팀은 40km 계주에서 우승했지만, 하쿨리넨은 계주 팀에 없었다. 하쿨리넨은 1960년 동계 올림픽때 40km 계주에서 우승했고 1956년 올림픽때 30km에서 금메달을 획득했다. 그는 1964년 올림픽에서 핀란드 올림픽기를 지참했고 바이애슬론에만 참가했다.
핀란드에서는 하쿨리넨이 1952-1954년과 1960년에 올해의 스포츠 인물로 선정되었다.
그는 2003년 10월 24일에 발케아코스키에서 교통 사고로 사망했다.

## 참고 자료
- Kolkka, Sulo. Veikko Hakulinen, latujen valtias 1960 (biography)

## 참조
1. ↑  "베이코 하쿨리넨, 교통 사고로 사망 보관됨 2011-07-19 - 웨이백 머신", 핀란드 올림픽 위원회, 2003년 10월 28일